# فرانکی دارو
فرانکی دارو (به انگلیسی: Frankie Darro) (زاده ۲۲ دسامبر ۱۹۱۷ - درگذشته ۲۵ سپتامبر ۱۹۷۶) بازیگر اهل ایالات متحده آمریکا بوده‌است.

## فیلم‌شناسی
- بتمن (مجموعه تلویزیونی) (۱۹۶۶) - قسمت ۹ و ۱۰ در نقش روزنامه‌فروش
- عملیات زیرپیراهنی زنانه (۱۹۵۹)
- سوارکاری در اوج (۱۹۵۰)
- پینوکیو (۱۹۴۰)
- یک روز در مسابقه (۱۹۳۷])
- مردان کوچک (۱۹۳۴)
- شهردار جهنم (۱۹۳۳)
- دشمن مردم (۱۹۳۱)
- اعترافات یک ملکه (۱۹۲۵)